# Novelda
Novelda (en castillan et en valencien) est une commune de la province d'Alicante, dans la Communauté valencienne, en Espagne. Elle est située dans la comarque du Vinalopó Mitjà et dans la zone à prédominance linguistique valencienne. Sa population s'élevait à 26 517 habitants en 2013.

## Géographie

Localisation de Novelda
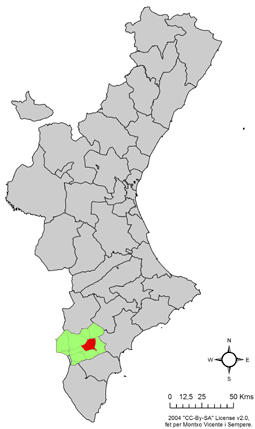
dans la Communauté valencienne.
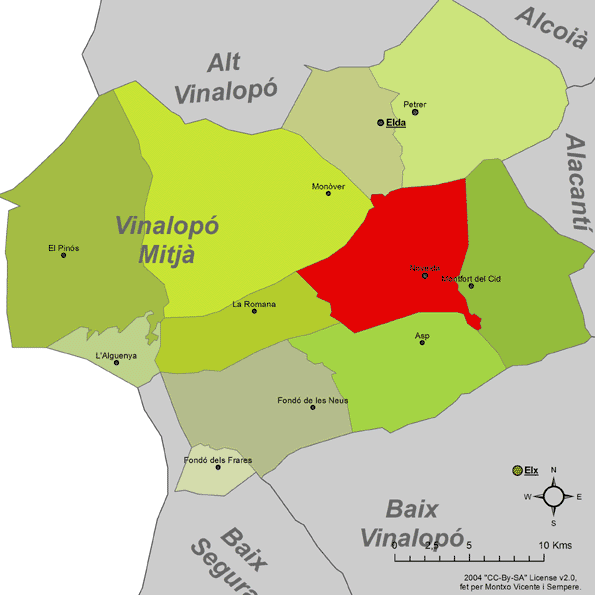
dans la comarque du Vinalopó Mitjà.

Le noyau urbanistique principal est située sur la rive droite de la rivière Vinalopó, qui traverse le territoire communal au nord des sierras de las Pedrizas et du Cid.
Novelda est intégrée à la comarque de Vinalopó Mitjà. Les communes limitrophes de Novelda sont : Petrer, Elda, Monóvar, La Romana, Monforte del Cid, Aspe.

## Histoire
La ville antique a probablement été fondée par les Grecs, avant de passer sous le contrôle des Carthaginois puis des Romains. Après la période de l'occupation par les Maures durant laquelle la ville fait partie du Royaume de Murcie, la Reconquista est réalisée de 1243 à 1252 par un fils de Ferdinand III de Castille. En 1296, Novelda est intégrée au Royaume de Valence. En 1366, Pierre IV, roi d'Aragón, cède la forteresse au seigneur avant que son fils, Juan I, la donne en 1393 à Pedro Maça de Liçana. Cette famille constitue à partir de 1448 la baronnie de Novelda. Elle passe ensuite successivement aux mains des Rocamora, des ducs de Mandás, des marquis de Terranova comtes de la Granja et marquis de la Romana.
Aux XVe siècle et XVIe siècle, la forteresse est définitivement abandonnée lors de la croissance économique et démographique de la ville qui compte en 1595 2 115 habitants, principalement d'origine mauresque. Leur expulsion en 1609 entraîne une double crise économico-démographique qui perdure jusqu'au XVIIIe siècle. Lors de la guerre de Succession espagnole, la ville passe sous le contrôle de l'archiduc Charles (en 1703).
La municipalité de Novelda est institué en 1901.

## Administration

### Liste des maires de la municipalité
| Liste des Maires |                                                          |                |         |
| Période          | Identité                                                 | Parti          | Qualité |
| 1979-1983        | Salvador Sánchez Arnaldos                                | PSPV-PSOE      | -       |
| 1983-1987        | Salvador Sánchez Arnaldos                                | PSPV-PSOE      | -       |
| 1987-1991        | Salvador Sánchez Arnaldos                                | PSPV-PSOE      | -       |
| 1991-1995        | Luis Gómez Díez                                          | PSPV-PSOE      | -       |
| 1995-1999        | Milagrosa Martínez Navarro Luis Gómez Díez (Depuis 1997) | PPCV PSPV-PSOE | -       |
| 1999-2003        | Milagrosa Martínez Navarro                               | IDP / PPCV     | -       |
| 2003-2007        | Milagrosa Martínez Navarro José Rafael Sáez Sánchez      | PPCV           | -       |
| 2007-2011        | José Rafael Sáez Sánchez                                 | PPCV           | -       |
| 2011-2015        | Milagrosa Martínez Navarro                               | PPCV           | -       |
| 2015-2019        | Fran Martínez Alted Armando Esteve López (2016-2019)     | PPCV UPyD      | -       |
| 2019-            | Fran Martínez Alted                                      | PSOE           | -       |

### Jumelage
- Carrare (Italie)

## Économie
Novelda est un important centre de production de marbre, travertin, et gypse exploités dans différentes carrières du territoire de la commune. L'agriculture noveldense se résume à la monoculture du raisin de table dans ses deux variétés principales : l’aledo et l’ideal. L'activité industrielle la plus importante est la fabrication et l'élaboration de marbre et de la pierre naturelle. L'autre activité industrielle présente est celle de l'agroalimentaire, spécialisée dans la fabrication des conserves et la commercialisation des épices, condiments et infusions.

## Culture et patrimoine
Le château de la Mola, date de la période mauresque. Les deux principales églises sont l'église Arciprestal de San Pedro, datant de 1553 et restructuré dans le style baroque au XVIIIe siècle et l'église San Roque de 1663. L'autre élément majeur du patrimoine de Novelda est le sanctuaire Santa María Magdalena, construit au XIXe siècle par José Salas (1918-1946), un disciple d'Antoni Gaudí qui s'est inspiré de la Sagrada Familia de Barcelone pour sa réalisation.
La ville accueille également le musée du Modernisme abrité dans une maison de style Art nouveau construite par Pedro Cerdán (1863-1947) des années 1920 ; le Musée archéologique municipal installé dans la Casa de la Cultura ; et le Centre culturel Gómez-Tortosa hébergé dans un bâtiment de 1902.

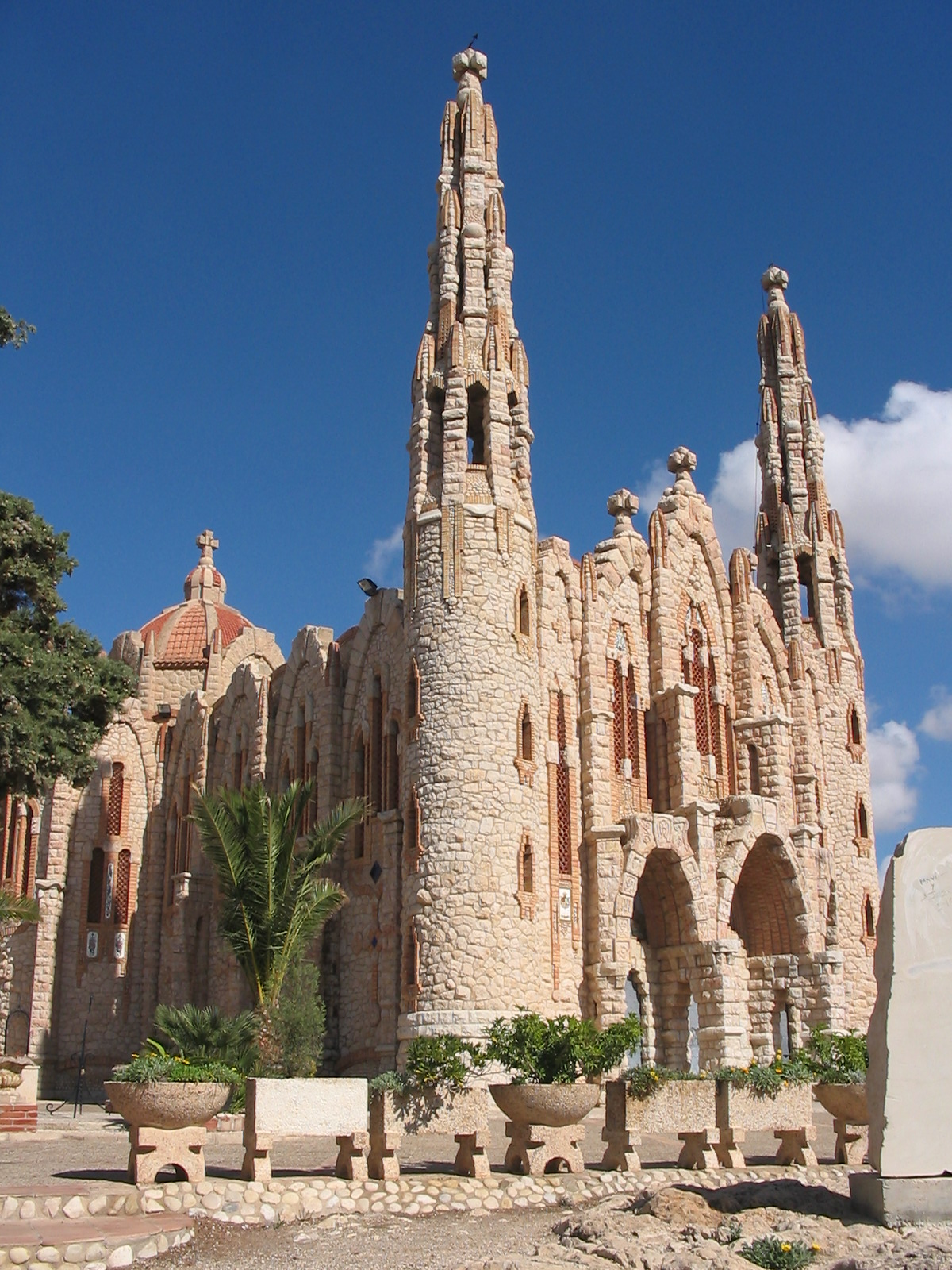
Le Sanctuaire Santa María Magdalena.
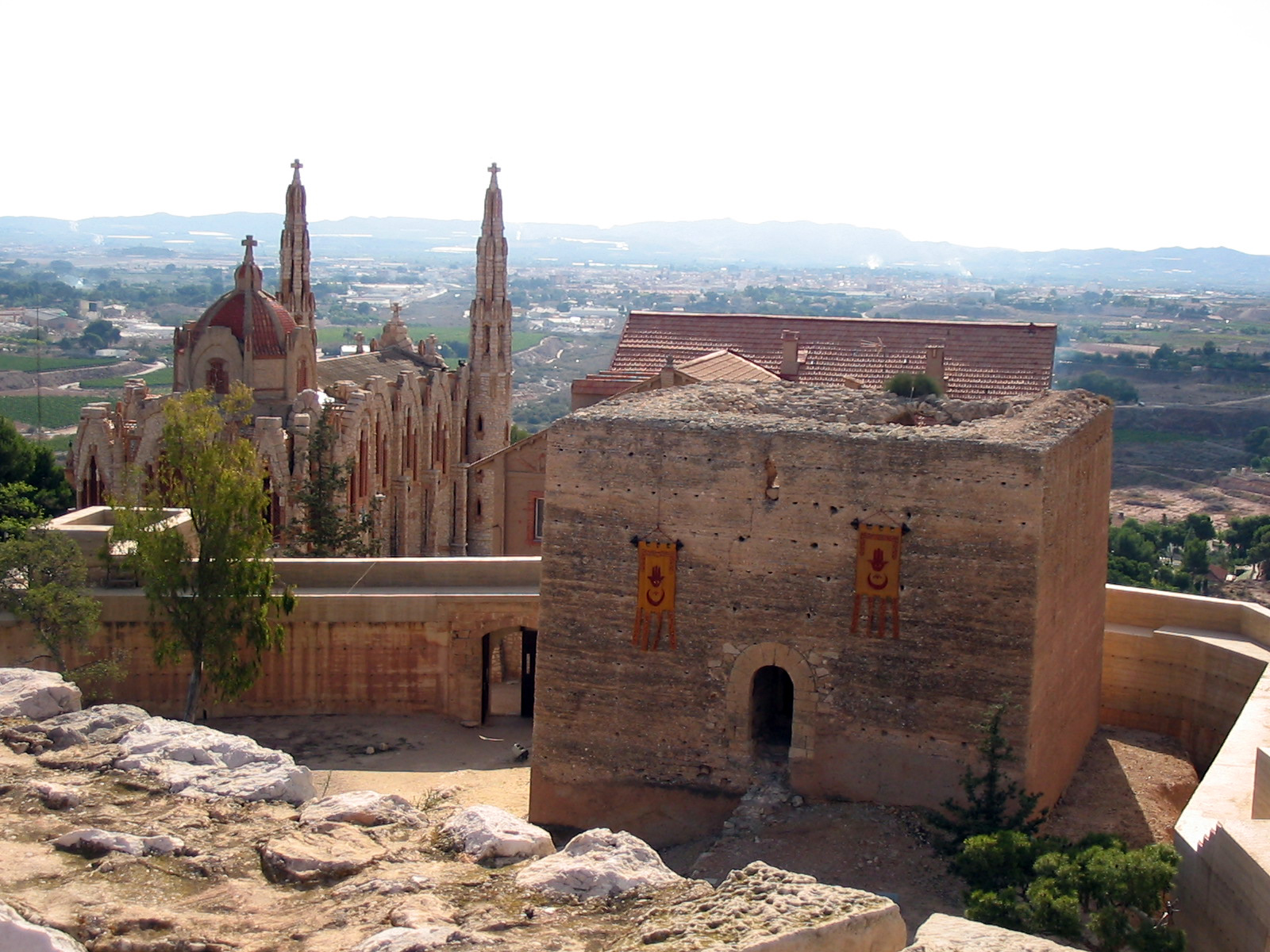
Tour carrée du château de la Mola.
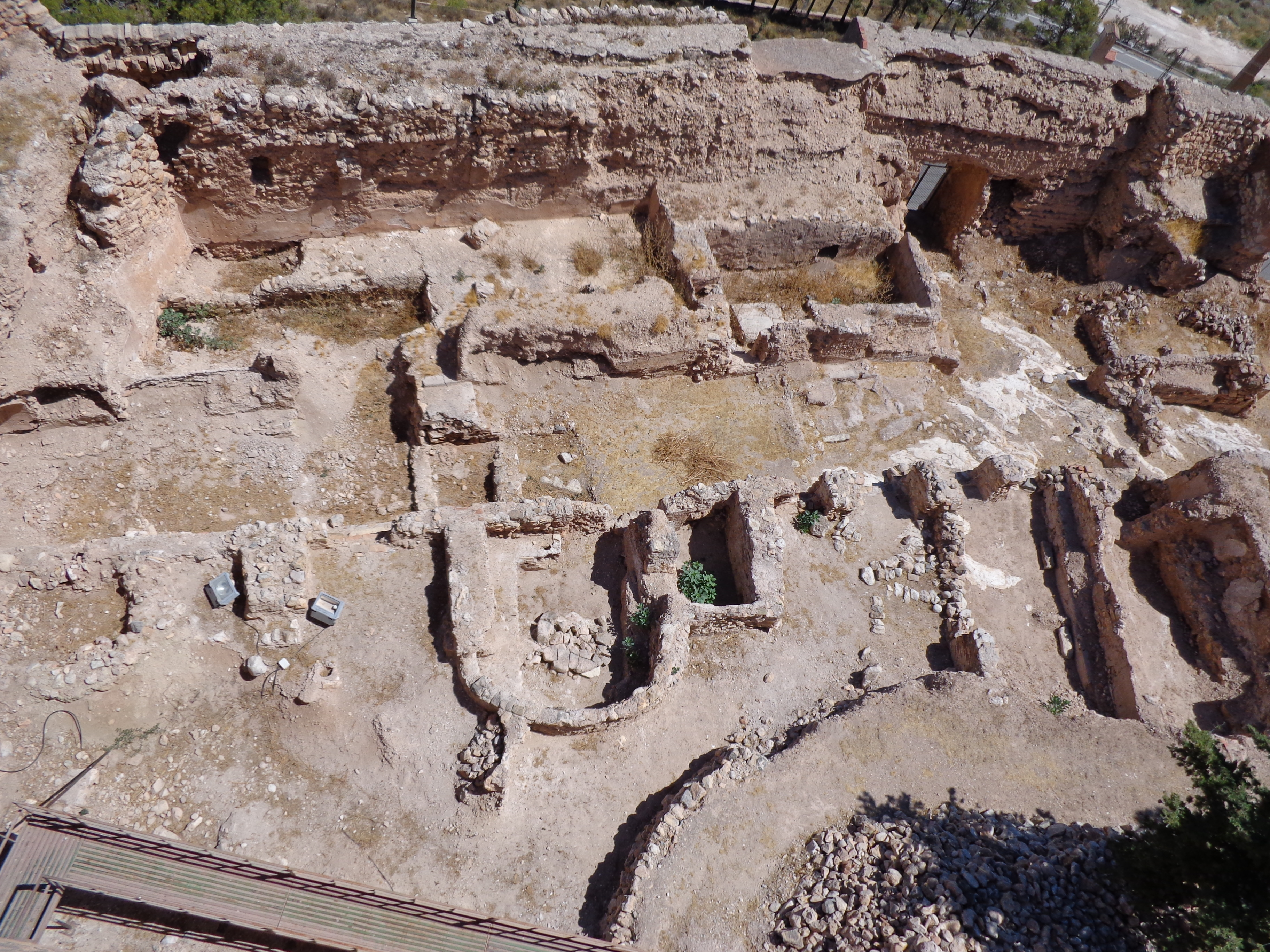
Les ruines de la Mola.

## Personnalités liées à la commune
- Jorge Juan y Santacilia (1713-1773), officier de marine et ingénieur naval, né à Novelda.